# Реактивные хозяйки
Реактивные хозяйки (англ. Flylady, распространенное русское название — флайледи) — система, а также группы поддержки, призванные помочь вести домашнее хозяйство. Система была разработана американкой Марлой Силли (англ. Marla Cilley) в 1999 году. В 2011 году на сообщения сайта FlyLady.net, помогающие членам сообщества следовать правилам системы, было подписано 630 000 человек.

## История
Основательницу системы, Марлу Силли из Северной Каролины, США, часто называют реактивной хозяйкой. К разработке новой системы её привела уборка собственного дома, избавление от ненужных вещей. Система была придумана в 1999 году как вариант системы, созданной Пэм Янг и Пегги Джонс («Неряшливые сестры») в их книге «Отвлекающиеся домашние менеджеры: из свинарника к раю». Страничка Марлы Силли была создана в феврале 2001 года. Сначала это была маленькая рассылка электронной почты, а затем она выросла в интернет-проект, рассылку на Yahoo и магазин. Члены этой группы называются «Реактивные дети» (flybabies).
Марла Силли пишет, что имя «FlyLady» произошло от её ника в сети, потому что она любила ловить рыбу и была преподавателем ловли рыбы нахлыстом. Затем она использовала этот ник, когда создавала свою рассылку и страницу в сети для обсуждения её любимого шоу Cory Live. Один из членов рассылки предложил расшифровывать это так FLY: Finally Loving Yourself (ЛЕТАТЬ: Наконец-то Любить Себя).  
К декабрю 2005 года в рассылке было более 266 000 участников из 64 стран, а в начале октября 2007 года их число возросло до 435 000. Сообщество «Реактивных хозяек» в Живом Журнале появилось в конце 2003 года и насчитывает более 5 000 участников.

## Ресурсы
- Flylady.net (англоязычный сайт)
- FlyLady.ru (русскоязычный сайт)
- @fly_ira_fly  сообщество в Инстаграм с ежедневными заданиями